# World Skate

Ehemaliges Logo

World Skate (ehemals: Fédération Internationale de Roller Sports FIRS) ist der internationale Dachverband verschiedener Rollsportarten, insbesondere Rollhockey, Rollkunstlauf, Inlineskaten und Inlinehockey. Der Verband umfasst ca. 100 nationale Verbände und fünf Kontinental-Verbände. Er wurde Mitte 1960 vom Internationalen Olympischen Komitee anerkannt und ist Mitglied der ARISF und des Weltsportverbandes Sportaccord.

## Geschichte
Der Verband wurde im April 1924 in Montreux, Schweiz, als Federation Internationale de Patinage a Roulettes (FIPR) von Fred Renkewitz und Otto Mayer, seinerzeit IOC-Kanzler, gegründet. Gründungsmitglieder waren die Schweiz, Frankreich, England und Deutschland, Fred Renkewitz wurde der erste Präsident (1924–1960). Zweck des Verbandes war die Organisation von internationalen Wettbewerben im Rollhockey.
Unter der Präsidentschaft des Spaniers Victoriano Oliveras de la Riva (1964 bis 1973) änderte die FIPR ihren Namen in Fédération Internationale de Roller Skating (FIRS). Mitte der 1960er Jahre wurde der Verband durch das Internationale Olympische Komitee (IOC) als internationaler Dachverband für Rollsport anerkannt. Im Juni 2000 ersetzte die FIRS das Wort Skating in ihrem Namen durch Sports.
Im September 2017 fusionierte der Verband mit der International Skateboarding Federation, änderte seinen Namen in „World Skate“ und verlegte seinen Sitz von Rom ins Maison du Sport International in Lausanne, de jure war es jedoch eine Übernahme.

## Weltmeisterschaften
Die erste Weltmeisterschaft im Rollhockey fand 1936 in Stuttgart statt, die erste Weltmeisterschaft im Rollschnelllauf ein Jahr später 1937 in Monza, Italien. 1947 veranstaltete die FIPR die erste Weltmeisterschaft im Rollkunstlauf in Washington, USA. Seitdem finden die Weltmeisterschaften der FIRS in diesen drei Disziplinen regelmäßig statt. Die erste Inlinehockey-Weltmeisterschaft organisierte die FIRS 1995 in Chicago, USA.
Im Jahr 2017 fanden erstmals die World Skate Games statt, bei welchen rund 4.000 Sportler aus über 50 Nationen teilnahmen. Die Athleten aus Kolumbien gewannen dabei die meisten Goldmedaillen.